# Frank Elegar
Frank Roderick Elegar (* 3. Dezember 1986 in New York City, New York) ist ein US-amerikanischer Basketballspieler, der von den Amerikanischen Jungferninseln stammt. Für dieses US-amerikanische Außengebiet tritt er als Nationalspieler in internationalen Spielen an; 2006 wurde er mit dieser Mannschaft Silbermedaillengewinner bei der Mittelamerikameisterschaft Centrobasket. Nach dem Ende seines Studiums in den USA wurde Elegar 2008 Profi und unterschrieb seinen ersten Vertrag bei den Eisbären Bremerhaven in der deutschen Basketball-Bundesliga. Mit dieser Mannschaft hatte er nur wenig Erfolg und nach Stationen in der Türkei, Frankreich und Griechenland gewann er erst 2013 seinen ersten Vereinstitel mit der estnischen Meisterschaft in der Mannschaft des BC Kalev.

## Karriere
Während seines Studiums an der Drexel University in Philadelphia spielte der in der Bronx aufgewachsene Frank Elegar von 2004 bis 2008 für die Hochschulmannschaft Dragons in der Colonial Athletic Association (CAA) der NCAA Division I. Die Dragons zählen nicht zu den fünf Schulen, die conference-übergreifend das Philadelphia Big Five genannte, traditionelle lokale Kräftemessen ausspielen. Auch für die landesweite NCAA-Endrunde konnten sich die Dragons zuletzt 1996, lange vor Elegars Studienbeginn, qualifizieren. In der Studienzeit von Elegar gab es selbst in der CAA für die Mannschaft keine nennenswerte Erfolge, auch wenn Elegar individuell unter die fünf besten Spieler der CAA-Endrunde 2007 („CAA All-Tournament Team 2007“) gewählt wurde.
Vorher hatte Elegar bereits für die Nationalmannschaft der Amerikanischen Jungferninseln debütiert, mit der er bei den Basketball-Karibikmeisterschaften 2006 die Silbermedaille hinter Gastgeber Jamaika gewann. Damit war man als Medaillengewinner für Centrobasket 2006 qualifiziert, bei der die Mannschaft nach einem Kantersieg zum Auftakt über die Dominikanische Republik und weiteren Siegen im Halbfinale überraschend den hohen Favoriten Puerto Rico mit einem Punkt Unterschied bezwang. Im Finale war die vergleichsweise junge Mannschaft der erfahrenen Auswahl des Gastgebers Panama unterlegen und gewann die Silbermedaille. Als Medaillengewinner war man für die im darauffolgenden Jahr stattgefundenen Panamerikanischen Spiele 2007 sowie die kontinentale Amerikameisterschaften 2007 qualifiziert.
Nach einem achten Platz bei den Panamerikanischen Spielen 2007 in Rio de Janeiro kassierte die Auswahl der Jungferninseln zum Auftakt der Amerikameisterschaft in Las Vegas eine desaströse 59:123-Niederlage, bei der man das zweite Viertel sogar gewann, gegen das sogenannte „Redeem“-Team (deutsch Wiedergutmachung), wie die Auswahl des Gastgebers und Mutterlandes in Vorbereitung auf die Olympischen Spiele 2008 bezeichnet wurde. Pikanterweise war diese Bezeichnung darauf zurückzuführen, dass die US-amerikanische Auswahl drei Jahre zuvor bei den Olympischen Spielen 2004 mit dem auf den Amerikanischen Jungferninseln geborenen damaligen Mannschaftskapitän Tim Duncan, der nicht mehr in der US-amerikanischen Nationalmannschaft antrat, drei als schmachvoll empfundene Turnierniederlagen erlitten hatte und nur die Bronzemedaille gewonnen hatte. Bei den folgenden Spielen der Amerikameisterschaft konnte sich die Auswahl der Jungferninseln bei knappen Niederlagen teilweise rehabilitieren, blieb aber ohne Sieg und verpasste auf dem letzten und zehnten Platz eine Qualifikation für die Olympischen Spiele deutlich. Bei der Centrobasket 2010 war Elegar noch einmal im Endrundenkader der Jungferninseln vertreten, die jedoch auf dem neunten Platz eine Qualifikation für die Amerikameisterschaften deutlich verpassten.
Nach dem Studienende 2008 unterschrieb Elegar seinen ersten Profivertrag beim deutschen Erstligisten und vormaligen Play-off-Teilnehmer Eisbären aus Bremerhaven. Dieser rutschte bald nach Beginn der Basketball-Bundesliga 2008/09 auf den letzten Tabellenplatz und gab diesen im Saisonverlauf nicht mehr ab, zumal man sich mit der Suspendierung des mit den Brose Baskets späteren deutschen Meisters Marcus Slaughter selbst schwächte und um Alternativen auf Elegars Position im Frontcourt brachte. Während die Eisbären nach Saisonende über eine Wildcard doch noch den Klassenverbleib sicherstellten, wechselte Elegar von der deutschen Nordseeküste in die Türkiye Basketbol Ligi zum Verein aus Bornova bei Izmir an die Ägäisküste. Der Erstliga-Aufsteiger überraschte auf dem siebten Platz nach der Hauptrunde und erreichte prompt den Einzug in die Play-offs um die Meisterschaft, in denen man in der ersten Runde glatt dem späteren Titelgewinner Fenerbahçe Ülker unterlag.
Für die Saison 2010/11 bekam Elegar einen Vertrag beim französischen Erstligisten Jeanne d’Arc aus Vichy in der LNB Pro A, wo er unter anderem mit dem ehemaligen Bundesliga-Spieler Jamal Shuler zusammenspielte, der zeitgleich mit Elegar in der CAA für die Rams der Virginia Commonwealth University gespielt hatte. Am Ende der Saison fehlte der Mannschaft nach elf Siegen auf dem vorletzten Tabellenplatz ein Sieg zum Klassenerhalt. Elegar wechselte anschließend in die griechische A1 Ethniki zum Athener Vorortklub aus Marousi. Der renommierte, ehemals auch in europäischen Vereinswettbewerben erfolgreiche Klub war jedoch nach Rückzug von Sponsoren praktisch nicht liquide und stieg am Saisonende ab, wobei Elegar den Verein bereits Ende Januar 2012 verlassen hatte und in das Nachbarland Türkei zurückgegangen war. Dort erreichte er mit der Mannschaft aus Antalya den Klassenerhalt am Saisonende.
In der Saison 2012/13 war Elegar dann für den BC Kalev/Cramo aus der estnischen Hauptstadt Tallinn aktiv, der seinen Titel in der estnischen Meisterschaft 2013 erfolgreich verteidigen konnte. In der VTB United League 2012/13 belegte man nach nur drei Siegen den letzten Tabellenplatz in seiner Gruppe. Im Unterschied zu den Seriensiegern der Baltic Basketball League, Žalgiris Kaunas und Lietuvos rytas Vilnius aus Litauen, nahm man aber auch weiterhin am Wettbewerb dieser Liga teil und erreichte dort in Abwesenheit der litauischen Spitzenvereine erstmals das Halbfinale. Dort verlor man gegen den späteren Titelgewinner BK Ventspils aus Lettland, konnte sich aber im „kleinen Finale“ gegen BK Barons Rīga den dritten Platz sichern. Nachdem Elegar im Sommer 2013 in der Karibik für die Cangrejeros aus Santurce in der puerto-ricanischen Baloncesto Superior Nacional gespielt hatte, kehrte Elegar nach Tallinn zurück, blieb aber mit der Mannschaft in der VTB United League 2013/14 mit zwei Siegen in 18 Spielen noch erfolgloser und schied auch in der ersten Gruppenphase des aufgestockten Eurocup 2013/14 aus. Im Februar 2015 wechselte er zum Euroleague-Teilnehmer EA7 Emporio Armani Milano.